# Dakotaramp

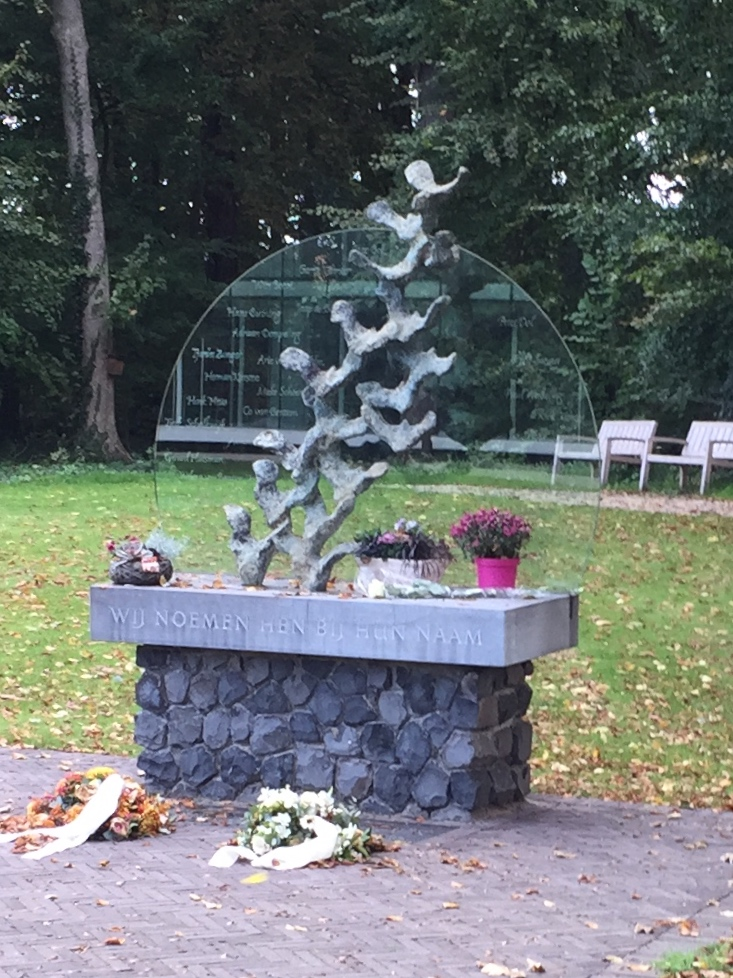
Gedenkteken in de tuin van het Provinciehuis (oktober 2014)

Op 25 september 1996 stortte de Douglas DC-3 (bijnaam Dakota) PH-DDA van de Dutch Dakota Association (DDA) neer in de Waddenzee. Alle 32 inzittenden kwamen om het leven.

## Ongeluk
De vlucht, van Schiphol naar vliegveld Texel en weer terug, was onderdeel van een personeelsuitje voor personeel van de dienst Wegen, Verkeer en Vervoer van de provincie Noord-Holland, en enkele medewerkers van DDA-sponsor Ballast Nedam. Op de terugreis van Texel naar Schiphol viel boven de Waddenzee de linkermotor uit. De bemanning kreeg de propeller van deze motor niet in de vaanstand. Even voor 17.00 uur plaatselijke tijd stortte het toestel neer op de zandplaat Lutjeswaard ten noorden van Den Oever, op 18 kilometer van Den Helder. Bij de crash kwamen 31 inzittenden om het leven, waaronder de zeskoppige bemanning. Eén passagier overleed op weg naar het ziekenhuis.

## Toestel
Het toestel was in 1943 gebouwd als militair transportvliegtuig (versie C-47A-70DL) en werd in datzelfde jaar afgeleverd aan de US Army Air Force. Na de Tweede Wereldoorlog werd het omgebouwd tot passagiersvliegtuig. In 1976 werd het toestel gebruikt bij opnamen voor de speelfilm A Bridge Too Far over Operatie Market Garden. Het werd op 10 januari 1984 onder nummer 3318 ingeschreven in het Nederlands Luchtvaartuigregister.

## Oorzaak
Naar de toedracht werd door de Raad voor de Luchtvaart een onderzoek ingesteld. Het eindrapport verscheen in december 1997. Hieruit bleek dat het vliegtuig vaker problemen had gehad. Na verder onderzoek kwamen de onderzoekers erachter dat de oliepomp van een van de motoren geblokkeerd was geraakt, waardoor deze motor was uitgevallen. Een DC-3 beschikt niet over een waarschuwingssysteem voor storingen aan de oliepomp.
Waarom het toestel vervolgens neerstortte is nooit geheel duidelijk geworden. Een DC-3 kan namelijk op één motor vliegen, zij het dat er weinig vermogen overblijft. De propeller van de uitgevallen motor moet dan in de vaanstand worden gezet, maar waarschijnlijk doordat een klein zuigertje in een oliedrukschakelaar was blijven vastzitten lukte dit niet.
De werkbelasting van de bemanning was extra hoog doordat de bemanning geconfronteerd werd met een meervoudige technische storing, en door de ongelukkige indeling van het instrumentenpaneel van de Dakota. Waarschijnlijk was men zo druk bezig om de propeller alsnog in de vaanstand te krijgen dat men onvoldoende aandacht had voor het besturen van het vliegtuig. De precieze gang van zaken in de cockpit valt niet exact te reconstrueren doordat het toestel niet was uitgerust met een cockpitvoicerecorder of een flightdatarecorder.

## Gevolgen
De regels in Nederland voor het vliegen met historische vliegtuigen werden na het ongeval aangescherpt. Zo opereert de DDA-vloot sindsdien niet onder specifieke regelgeving voor historische vliegtuigen, maar volgens de normale Europese regelgeving JAR-OPS die ook voor de reguliere civiele luchtvaart geldt. Een van de nabestaanden deed aangifte tegen de DDA en beschuldigde daarnaast Martin Schröder ervan een goedgekeurde motor van het ramptoestel te hebben laten vervangen door een ongekeurde motor, om de goede motor in een andere DC-3 te kunnen laten zetten, die in de historische kleuren van Schröders Martinair was gespoten. Schröder diende daarop een aanklacht in wegens smaad. Uiteindelijk werd de beschuldiging ingetrokken. In 2019 werd door de luchtvaartautoriteiten aan de DDA het AOC (Air Operator Certificate) toegekend, daarmee werd de DDA een volwaardige commerciële luchtvaartorganisatie.

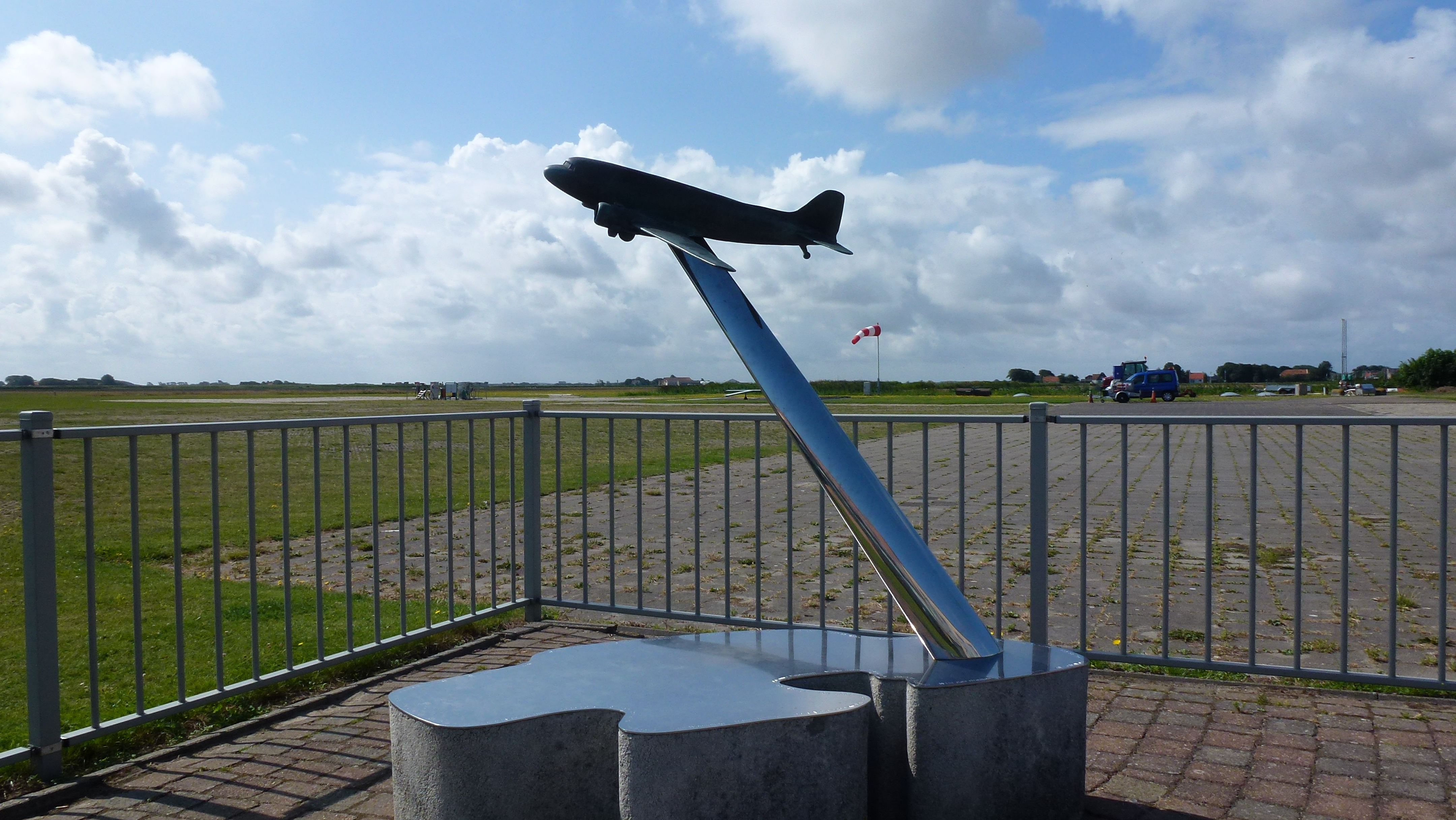
Dakota monument op Texel Airport

## Monumenten
In de tuin van het provinciehuis in Haarlem bevindt zich een monument ter nagedachtenis aan de slachtoffers. Het is op 25 september 1997 onthuld door twee geestelijk verzorgers van de Koninklijke Marine die na de ramp de nabestaanden hebben opgevangen. Het monument dat in opdracht van de provincie Noord-Holland door beeldhouwer Theo Mulder is gemaakt, bestaat uit een sokkel van basalt, een glasplaat met de namen van de slachtoffers, en een beeld van bronzen vleugels.
Op dezelfde dag werd ook op vliegveld Texel een monument onthuld, bestaande uit een bronzen beeld van een DC-3 boven een in roestvast staal uitgevoerd silhouet van het eiland Texel.